# Tbiliszi nemzetközi repülőtér
A Tbiliszi nemzetközi repülőtér (grúzul თბილისის შოთა რუსთაველის სახელობის საერთაშორისო აეროპორტი; (IATA: TBS, ICAO: UGTB) Grúzia fővárosa, Tbiliszi nemzetközi repülőtere és egyben az ország legfontosabb repülőtere. A várostól 17 km-re délkeletre helyezkedik el. Hivatalosan Sota Rusztaveli középkori grúz költő nevét viseli, korábbi neve Novo Alekszejevka nemzetközi repülőtér. A repülőtér tulajdonosa a United Airports of Georgia LLC. A repülőtér a Georgian Airways légitársaság bázisa.

## Története

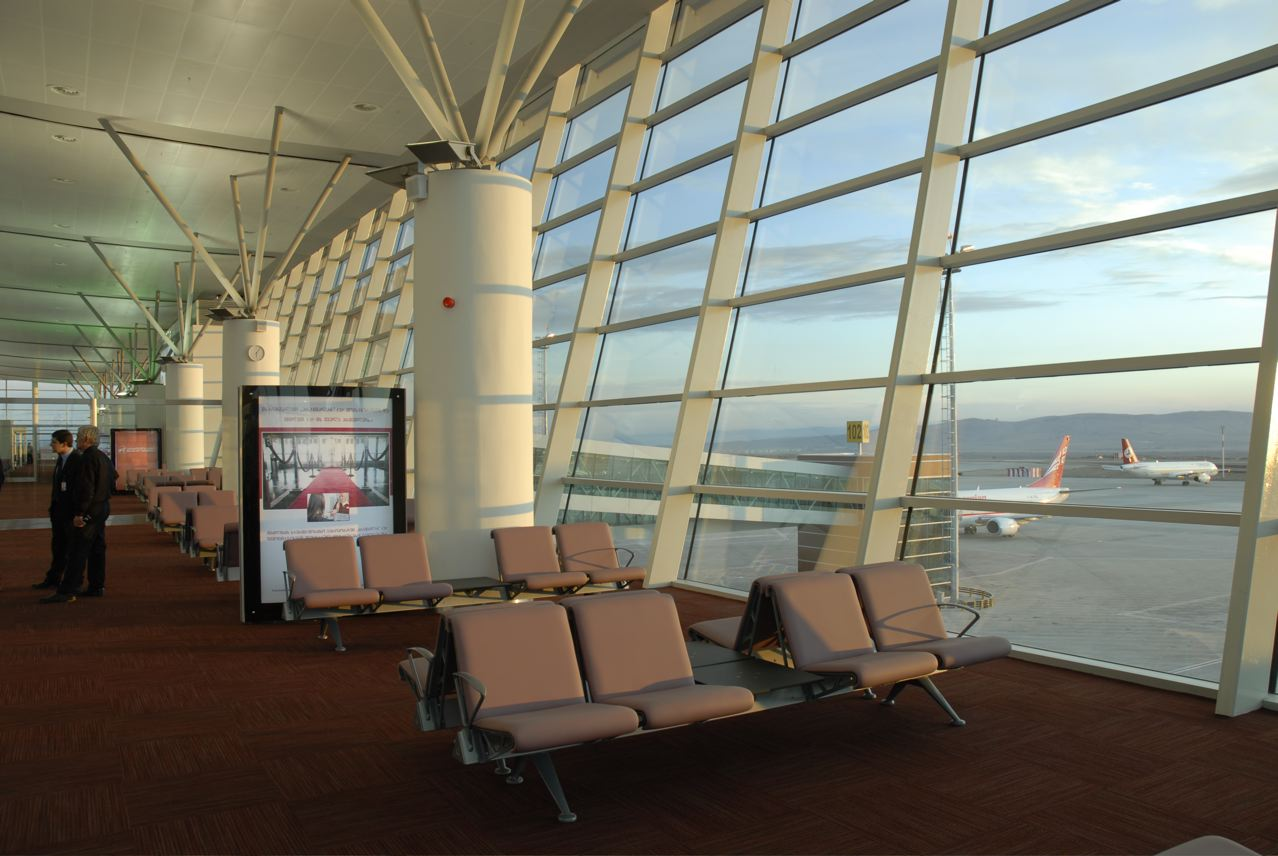
Indulási csarnok

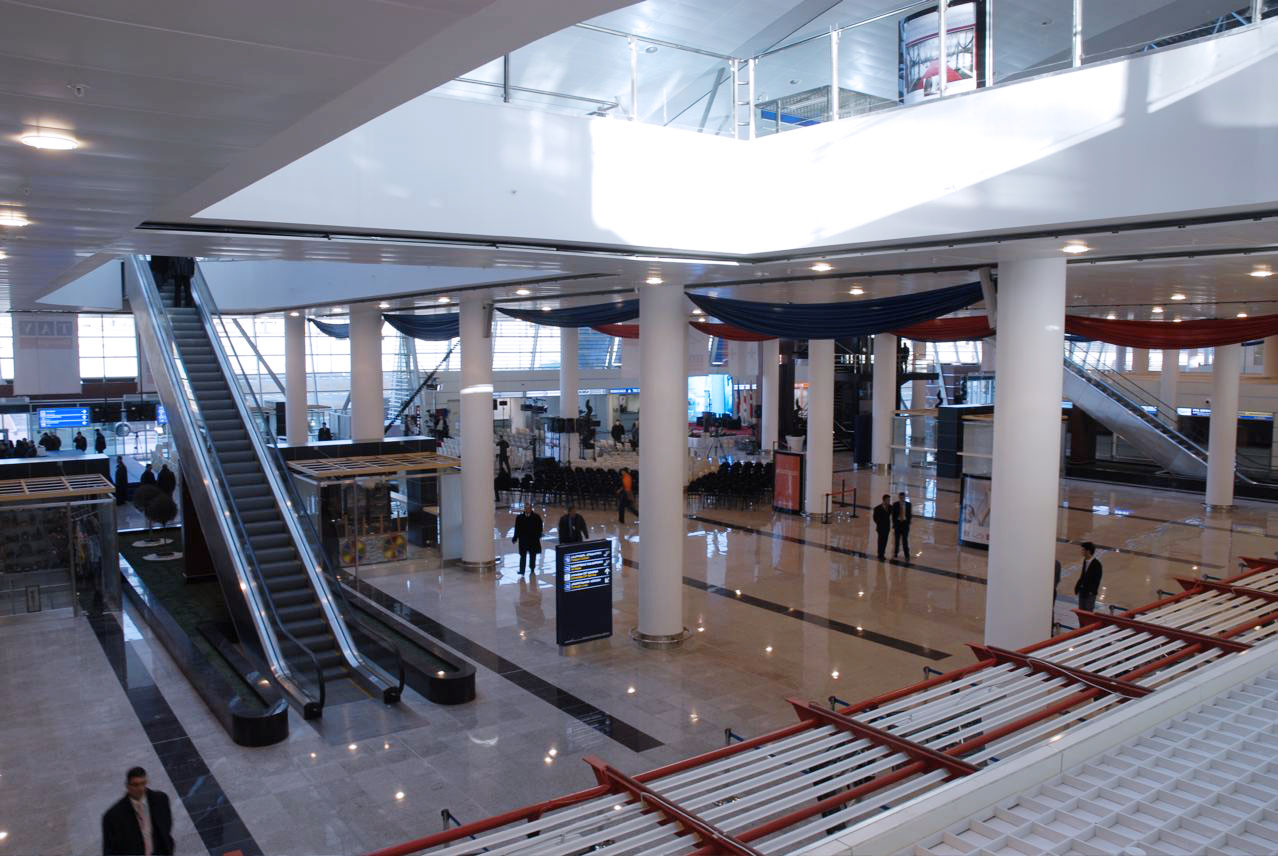
Érkezési csarnok és check-in

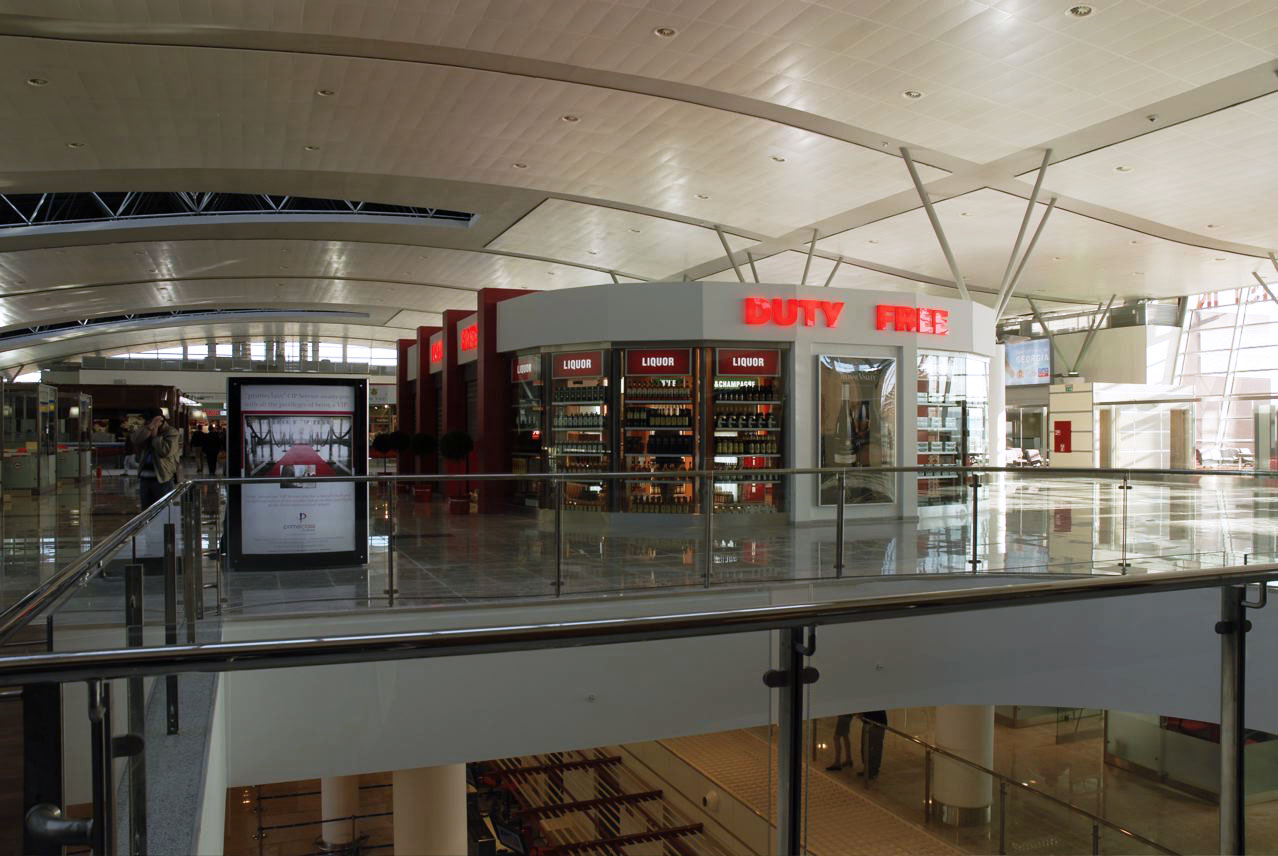
A harmadik szint (indulások)

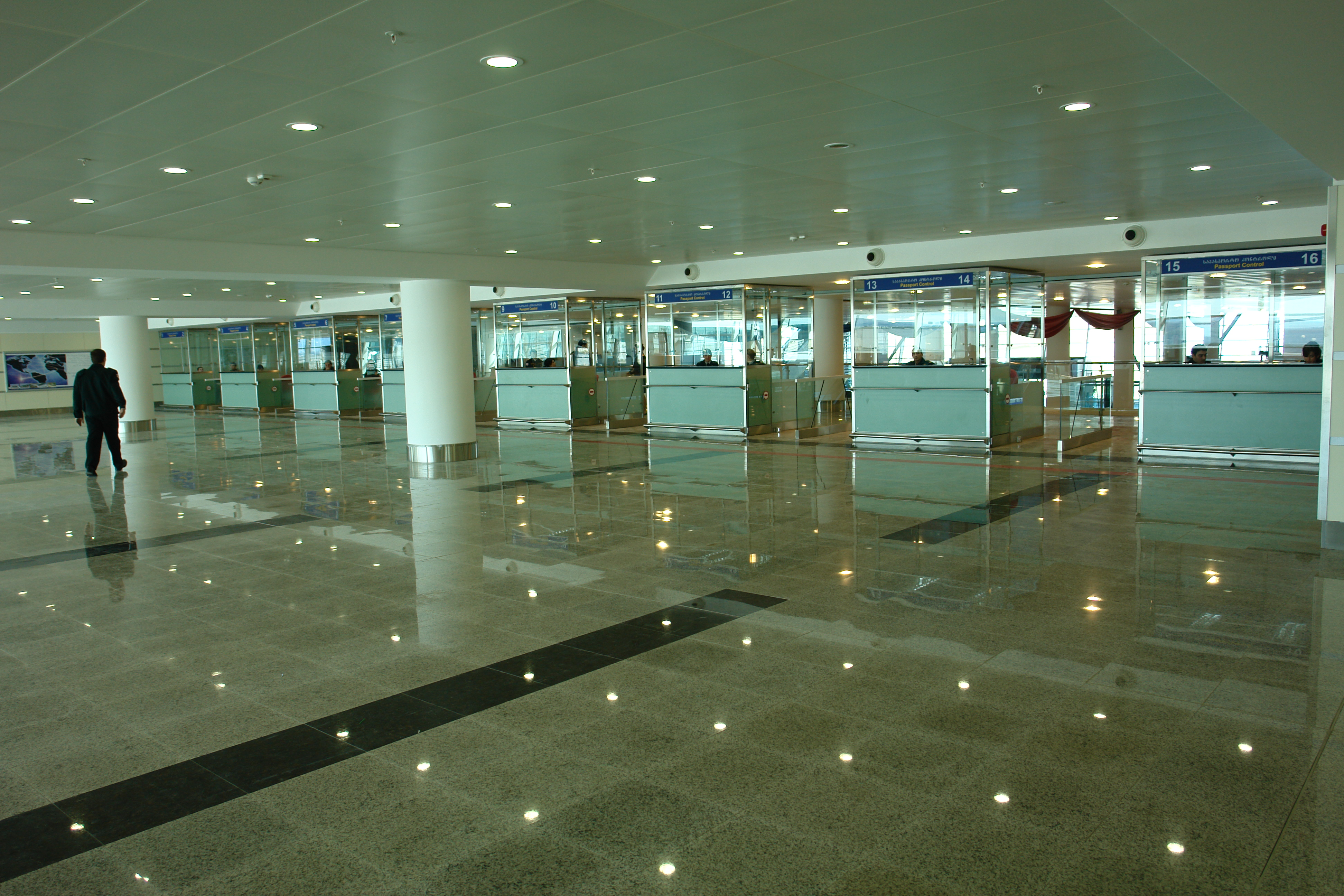
Útlevélellenőrzés

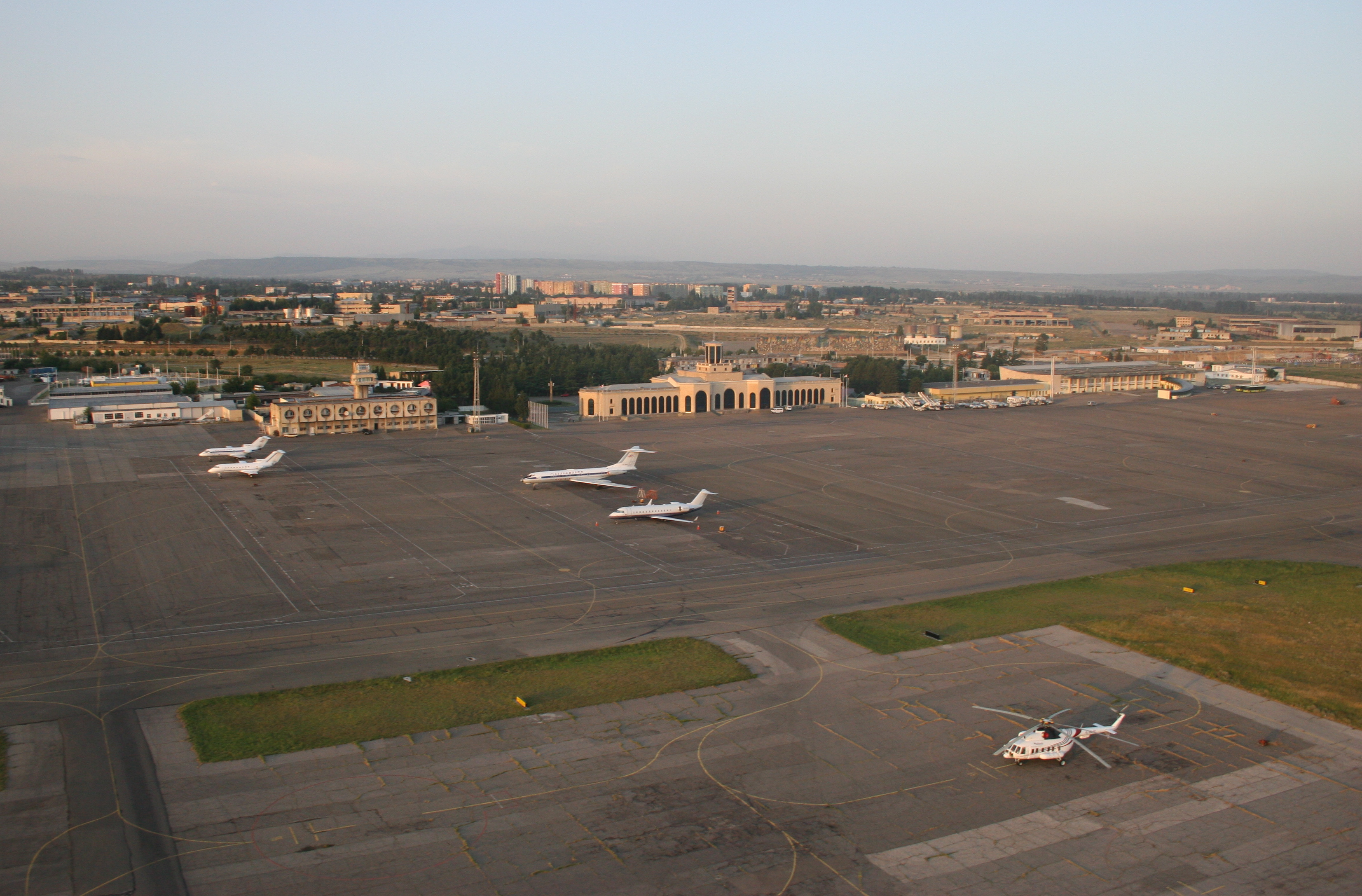
A korábbi fő terminál

Az első terminálépület 1952-ben épült, V. Beridze tervei alapján. Az épület a sztálinista építészet példája volt, alaprajzát szimmetrikus tengelyek jellemezték, az épületnek monumentális rizalitja volt, oszlopsor formájában. A két mellékszárnyat vakárkádok díszítették kolosszális oszloprendben. Az új terminálépületet 1990-ben fejezték be, nemzetközi stílusban.
1981-ben a tbiliszi repülőtér a Szovjetunió 12. legforgalmasabb repülőtere volt, ebben az évben 1 478 000 utast szállított az úgynevezett központi járatokon, azaz a Tbiliszit a más szovjet tagköztársaságokkal összekötő útvonalakon. 1998-ra az utasok száma évi 230 000-re csökkent.
2007 februárjában befejeződött a repülőtér felújítása: új terminál épült a nemzetközi járatoknak, emellett új autóparkoló létesült, fejlesztették a forgalmi előteret, a guruló- és kifutópályát, valamint új felszerelést szereztek be a földi utaskezeléshez. Vasútvonal is épült, amely összeköti a repülőteret a várossal, naponta mindkét irányba hat vonat indul. A repülőteret a George W. Bush sugárút köti össze Tbiliszi belvárosával.
A repülőtér kortárs építészeti stílusban épült, mely hangsúlyt fektet a funkcionalitásra is. Úgy tervezték, hogy az utasok és a poggyász áramlása a parkolótól a repülőgépekig optimális legyen. Az épület hasznos területe 25 000 m², és lehetséges a további bővítés is, a terminál működésének zavarása nélkül. A projekt 90,5 millió dollárba került, az új terminálépület kapacitása évi 2,8 millió utas. A projekt kivitelezője a Tepe Akfen Ventures.
A Tbiliszi nemzetközi repülőtér üzemeltetője 2005 októbere óta a TAV, amely 2007 májusától kezdve húsz évre a Batumi nemzetközi repülőtér üzemeltetője is lett. A török TAV Airports Holding, amely a repülőteret üzemeltető TAV Urban Georgia részvényeinek 76%-át birtokolja, egyezséget kötött az állami tulajdonú United Airports of Georgiával, hogy újjáépítik és bővítik a nem használt kifutót, hogy képes legyen többféle géptípust is fogadni, köztük a nagyméretű Boeing 747–8, Airbus A380–800, An–225 és An–124 gépeket, így a repülőtérnek két futópályája lesz. Új gurulópálya is épül.

## Légitársaságok és úti célok

### Utasszállító
| Légitársaság                   | Célállomások                                                                    |
| ------------------------------ | ------------------------------------------------------------------------------- |
| Aegean Airlines                | Athén                                                                           |
| Aeroflot                       | Moszkva-Seremetyjevo                                                            |
| Air Arabia                     | Sardzsa                                                                         |
| Air Astana                     | Almati Szezonális: Asztana                                                      |
| Air Cairo                      | Sarm es-Sejk                                                                    |
| airBaltic                      | Riga                                                                            |
| Arkia                          | Szezonális: Tel Aviv-Ben Gurion                                                 |
| ATA Airlnes                    | Teherán-Imam Khomeini                                                           |
| AtlasGlobal                    | Isztambul-Atatürk                                                               |
| AZALJet                        | Baku                                                                            |
| Belavia                        | Minszk-Nemzeti                                                                  |
| China Southern Airlines        | Ürümcsi                                                                         |
| Dniproavia                     | Szezonális: Dnyipro                                                             |
| Ellinair                       | Thesszaloniki                                                                   |
| flydubai                       | Dubai-nemzetközi                                                                |
| Georgian Airways               | Amszterdam, Moszkva-Vnukovo, Ogyessza, Tel Aviv-Ben Gurion, Szentpétervár, Bécs |
| Israir Airlines                | Szezonális: Tel Aviv-Ben Gurion                                                 |
| LOT                            | Varsó-Chopin                                                                    |
| Lufthansa                      | München                                                                         |
| Pegasus Airlines               | Isztambul-Sabiha Gökçen                                                         |
| Qatar Airways                  | Baku, Doha                                                                      |
| S7 Airlines                    | Moszkva-Domogyedovo                                                             |
| SCAT                           | Aktau                                                                           |
| Sun D'Or működtető: El Al      | Szezonális: Tel Aviv-Ben Gurion (2016. június 6-tól)                            |
| Turkish Airlines               | Isztambul-Atatürk, Isztambul-Sabiha Gökçen                                      |
| Ukraine International Airlines | Kijev-Boriszpil                                                                 |
| Ural Airlines                  | Szezonális: Szentpétervár, Jekatyerinburg                                       |
| Yanair                         | Kijev-Zsuljani                                                                  |

### Teherszállító
| Légitársaság           | Célállomások |
| ---------------------- | --- |
| Cargolux               | Baku, Kuala Lumpur–nemzetközi, Luxembourg, Szingapúr                                                                |
| Coyne Airways          | Aktau, Aktöbe, Amszterdam, Aşgabat, Atirau, Balkanabat, Baku, Kyzylorda, Mary, Oral, Simkent, Turkmenbashi, Jereván |
| Qatar Airways Cargo    | Doha, Milánó-Malpensa                                                                                               |
| Silk Way Airlines      | Baku |
| Turkish Airlines Cargo | Isztambul-Atatürk                                                                                                   |

## Statisztika
2009 és 2013 között az utasforgalom csaknem megduplázódott, 1,44 millióra nőtt.
| Év   | Utasszám  | Változás az előző évhez képest |
| ---- | --------- | ------------------------------ |
| 2005 | 547 150   |                                |
| 2006 | 567 402   | 3,7%                           |
| 2007 | 615 873   | 8,5%                           |
| 2008 | 714 976   | 16,1%                          |
| 2009 | 702 916   | 1,7%                           |
| 2010 | 822 772   | 17,1%                          |
| 2011 | 1 058 679 | 28,7%                          |
| 2012 | 1 219 175 | 15,2%                          |
| 2013 | 1 436 046 | 17,8%                          |
| 2014 | 1 575 386 | 9,7%                           |
| 2015 | 1 847 111 | 17,25%                         |

## Fordítás
- Ez a szócikk részben vagy egészben  a   Tbilisi International Airport című angol Wikipédia-szócikk ezen változatának fordításán alapul.  Az eredeti cikk szerkesztőit annak laptörténete sorolja fel. Ez a jelzés csupán a megfogalmazás eredetét és a szerzői jogokat jelzi, nem szolgál a cikkben szereplő információk forrásmegjelöléseként.

## Külső hivatkozások
- Hivatalos oldal
- A repülőtér aktuális időjárása a NOAA/NWS-től
- Baleset- és repülőesemény-történet az Aviation Safety Network adatbázisában